# Tournoi de tennis de Corée
Le tournoi de Corée est un tournoi de tennis du circuit professionnel féminin WTA.
L'épreuve est organisée chaque année depuis 2004 à Séoul, fin septembre, sur dur et en extérieur.
Les 16 premières éditions furent classées en catégorie WTA Tier IV puis WTA Intern'I. En 2021, le tournoi est catégorisé WTA 125 puis repasse WTA 250 en 2022. En 2024, le tournoi est promu en WTA 500.

## Palmarès

### Simple
| No | Date       | Nom et lieu du tournoi                              | Catégorie                                           | Dotation                                            | Surface                                             | Vainqueure                                          | Finaliste                                           | Score                                               |                                                     |
| -- | ---------- | --------------------------------------------------- | --------------------------------------------------- | --------------------------------------------------- | --------------------------------------------------- | --------------------------------------------------- | --------------------------------------------------- | --------------------------------------------------- | --------------------------------------------------- |
| 1  | 27-09-2004 | Hansol Korea Tennis Championships, Séoul            | Tier IV                                             | 140 000 $                                           | Dur (ext.)                                          | Maria Sharapova                                     | Marta Domachowska                                   | 6-1, 6-1                                            | Tableau                                             |
| 2  | 26-09-2005 | Hansol Korea Tennis Championships, Séoul            | Tier IV                                             | 140 000 $                                           | Dur (ext.)                                          | Nicole Vaidišová                                    | Jelena Janković                                     | 7-5, 6-3                                            | Tableau                                             |
| 3  | 25-09-2006 | Hansol Korea Tennis Championships, Séoul            | Tier IV                                             | 145 000 $                                           | Dur (ext.)                                          | Eléni Daniilídou                                    | Ai Sugiyama                                         | 6-3, 2-6, 7-63                                      | Tableau                                             |
| 4  | 24-09-2007 | Hansol Korea Tennis Championships, Séoul            | Tier IV                                             | 145 000 $                                           | Dur (ext.)                                          | Venus Williams                                      | Maria Kirilenko                                     | 6-3, 1-6, 6-4                                       | Tableau                                             |
| 5  | 22-09-2008 | Hansol Korea Tennis Championships, Séoul            | Tier IV                                             | 145 000 $                                           | Dur (ext.)                                          | Maria Kirilenko                                     | Samantha Stosur                                     | 2-6, 6-1, 6-4                                       | Tableau                                             |
| 6  | 21-09-2009 | Hansol Korea Open, Séoul                            | Intern'l                                            | 220 000 $                                           | Dur (ext.)                                          | Kimiko Date-Krumm                                   | Anabel Medina                                       | 6-3, 6-3                                            | Tableau                                             |
| 7  | 20-09-2010 | Hansol Korea Open, Séoul                            | Intern'l                                            | 220 000 $                                           | Dur (ext.)                                          | Alisa Kleybanova                                    | Klára Zakopalová                                    | 6-1, 6-3                                            | Tableau                                             |
| 8  | 19-09-2011 | Hansol Korea Open, Séoul                            | Intern'l                                            | 220 000 $                                           | Dur (ext.)                                          | María José Martínez                                 | Galina Voskoboeva                                   | 7-60, 7-62                                          | Tableau                                             |
| 9  | 17-09-2012 | KDB Korea Open, Séoul                               | Intern'l                                            | 426 750 $                                           | Dur (ext.)                                          | Caroline Wozniacki                                  | Kaia Kanepi                                         | 6-1, 6-0                                            | Tableau                                             |
| 10 | 16-09-2013 | KDB Korea Open, Séoul                               | Intern'l                                            | 426 750 $                                           | Dur (ext.)                                          | A. Radwańska                                        | A. Pavlyuchenkova                                   | 6-76, 6-3, 6-4                                      | Tableau                                             |
| 11 | 15-09-2014 | KIA Korea Open, Séoul                               | Intern'l                                            | 426 750 $                                           | Dur (ext.)                                          | Karolína Plíšková                                   | Varvara Lepchenko                                   | 6-3, 6-75, 6-2                                      | Tableau                                             |
| 12 | 21-09-2015 | Korea Open, Séoul                                   | Intern'l                                            | 426 750 $                                           | Dur (ext.)                                          | Irina-Camelia Begu                                  | A. Sasnovich                                        | 6-3, 6-1                                            | Tableau                                             |
| 13 | 19-09-2016 | Korea Open, Séoul                                   | Intern'l                                            | 226 750 $                                           | Dur (ext.)                                          | Lara Arruabarrena                                   | Monica Niculescu                                    | 6-0, 2-6, 6-0                                       | Tableau                                             |
| 14 | 18-09-2017 | Korea Open, Séoul                                   | Intern'l                                            | 226 750 $                                           | Dur (ext.)                                          | Jeļena Ostapenko                                    | Beatriz Haddad Maia                                 | 65-7, 6-1, 6-4                                      | Tableau                                             |
| 15 | 17-09-2018 | Korea Open, Séoul                                   | Intern'l                                            | 226 750 $                                           | Dur (ext.)                                          | Kiki Bertens                                        | Ajla Tomljanović                                    | 7-62, 4-6, 6-2                                      | Tableau                                             |
| 16 | 16-09-2019 | KEB Hana Bank Korea Open, Séoul                     | Intern'l                                            | 226 750 $                                           | Dur (ext.)                                          | Karolína Muchová                                    | Magda Linette                                       | 6-1, 6-1                                            | Tableau                                             |
|    | 2020       | Tournoi annulé en raison de la pandémie de Covid-19 | Tournoi annulé en raison de la pandémie de Covid-19 | Tournoi annulé en raison de la pandémie de Covid-19 | Tournoi annulé en raison de la pandémie de Covid-19 | Tournoi annulé en raison de la pandémie de Covid-19 | Tournoi annulé en raison de la pandémie de Covid-19 | Tournoi annulé en raison de la pandémie de Covid-19 | Tournoi annulé en raison de la pandémie de Covid-19 |
| 17 | 20-12-2021 | KEB Hana Bank Korea Open, Séoul                     | WTA 125                                             | 115 000 $                                           | Dur (ext.)                                          | Zhu Lin                                             | Kristina Mladenovic                                 | 6-0, 6-4                                            | Tableau                                             |
| 18 | 19-09-2022 | Hana Bank Korea Open, Séoul                         | WTA 250                                             | 251 750 $                                           | Dur (ext.)                                          | Ekaterina Alexandrova                               | Jeļena Ostapenko                                    | 7-64, 6-0                                           | Tableau                                             |
| 19 | 09-10-2023 | Hana Bank Korea Open, Séoul                         | WTA 250                                             | 259 303 $                                           | Dur (ext.)                                          | Jessica Pegula                                      | Yuan Yue                                            | 6-2, 6-3                                            | Tableau                                             |
| 20 | 16-09-2024 | Korea Open, Séoul                                   | WTA 500                                             | 922 573 $                                           | Dur (ext.)                                          | Beatriz Haddad Maia                                 | Daria Kasatkina                                     | 1-6, 6-4, 6-1                                       | Tableau                                             |

### Double
| No | Date       | Nom et lieu du tournoi                              | Catégorie                                           | Dotation                                            | Surface                                             | Vainqueures                                         | Finalistes                                          | Score                                               |                                                     |
| -- | ---------- | --------------------------------------------------- | --------------------------------------------------- | --------------------------------------------------- | --------------------------------------------------- | --------------------------------------------------- | --------------------------------------------------- | --------------------------------------------------- | --------------------------------------------------- |
| 1  | 27-09-2004 | Hansol Korea Tennis Championships Séoul             | Tier IV                                             | 140 000 $                                           | Dur (ext.)                                          | Cho Yoon-jeong Jeon Mi-ra                           | Chuang Chia-jung Hsieh Su-wei                       | 6-3, 1-6, 7-5                                       | Tableau                                             |
| 2  | 26-09-2005 | Hansol Korea Tennis Championships Séoul             | Tier IV                                             | 140 000 $                                           | Dur (ext.)                                          | Chan Yung-jan Chuang Chia-jung                      | Jill Craybas Natalie Grandin                        | 6-2, 6-4                                            | Tableau                                             |
| 3  | 25-09-2006 | Hansol Korea Tennis Championships Séoul             | Tier IV                                             | 145 000 $                                           | Dur (ext.)                                          | Virginia Ruano Pascual Paola Suárez                 | Chuang Chia-jung Mariana Díaz-Oliva                 | 6-2, 6-3                                            | Tableau                                             |
| 4  | 24-09-2007 | Hansol Korea Tennis Championships Séoul             | Tier IV                                             | 145 000 $                                           | Dur (ext.)                                          | Chuang Chia-jung Hsieh Su-wei                       | Eléni Daniilídou Jasmin Wöhr                        | 6-2, 6-2                                            | Tableau                                             |
| 5  | 22-09-2008 | Hansol Korea Tennis Championships Séoul             | Tier IV                                             | 145 000 $                                           | Dur (ext.)                                          | Chuang Chia-jung Hsieh Su-wei                       | Vera Dushevina Maria Kirilenko                      | 6-3, 6-0                                            | Tableau                                             |
| 6  | 21-09-2009 | Hansol Korea Open Séoul                             | Intern'l                                            | 220 000 $                                           | Dur (ext.)                                          | Chan Yung-jan Abigail Spears                        | Carly Gullickson Nicole Kriz                        | 6-3, 6-4                                            | Tableau                                             |
| 7  | 20-09-2010 | Hansol Korea Open Séoul                             | Intern'l                                            | 220 000 $                                           | Dur (ext.)                                          | Julia Görges Polona Hercog                          | Natalie Grandin Vladimíra Uhlířová                  | 6-3, 6-4                                            | Tableau                                             |
| 8  | 19-09-2011 | Hansol Korea Open Séoul                             | Intern'l                                            | 220 000 $                                           | Dur (ext.)                                          | Natalie Grandin Vladimíra Uhlířová                  | Vera Dushevina Galina Voskoboeva                    | 7-65, 6-4                                           | Tableau                                             |
| 9  | 17-09-2012 | KDB Korea Open Séoul                                | Intern'l                                            | 426 750 $                                           | Dur (ext.)                                          | Raquel Kops-Jones Abigail Spears                    | Akgul Amanmuradova Vania King                       | 2-6, 6-2, [10-8]                                    | Tableau                                             |
| 10 | 16-09-2013 | KDB Korea Open Séoul                                | Intern'l                                            | 426 750 $                                           | Dur (ext.)                                          | Chan Chin-wei Xu Yifan                              | Raquel Kops-Jones Abigail Spears                    | 7-5, 6-3                                            | Tableau                                             |
| 11 | 15-09-2014 | KIA Korea Open Séoul                                | Intern'l                                            | 426 750 $                                           | Dur (ext.)                                          | Lara Arruabarrena Irina-Camelia Begu                | Mona Barthel Mandy Minella                          | 6-3, 6-3                                            | Tableau                                             |
| 12 | 21-09-2015 | Korea Open Séoul                                    | Intern'l                                            | 426 750 $                                           | Dur (ext.)                                          | Lara Arruabarrena Andreja Klepač                    | Kiki Bertens Johanna Larsson                        | 2-6, 6-3, [10-6]                                    | Tableau                                             |
| 13 | 19-09-2016 | Korea Open Séoul                                    | Intern'l                                            | 226 750 $                                           | Dur (ext.)                                          | Kirsten Flipkens Johanna Larsson                    | Akiko Omae Peangtarn Plipuech                       | 6-2, 6-3                                            | Tableau                                             |
| 14 | 18-09-2017 | Korea Open Séoul                                    | Intern'l                                            | 226 750 $                                           | Dur (ext.)                                          | Kiki Bertens Johanna Larsson                        | Luksika Kumkhum Peangtarn Plipuech                  | 6-4, 6-1                                            | Tableau                                             |
| 15 | 17-09-2018 | Korea Open Séoul                                    | Intern'l                                            | 226 750 $                                           | Dur (ext.)                                          | Choi Ji-hee Han Na-lae                              | Hsieh Shu-ying Hsieh Su-wei                         | 6-3, 6-2                                            | Tableau                                             |
| 16 | 16-09-2019 | KEB Hana Bank Korea Open Séoul                      | Intern'l                                            | 226 750 $                                           | Dur (ext.)                                          | Lara Arruabarrena Tatjana Maria                     | Hayley Carter Luisa Stefani                         | 7-67, 3-6, [10-7]                                   | Tableau                                             |
|    | 2020       | Tournoi annulé en raison de la pandémie de Covid-19 | Tournoi annulé en raison de la pandémie de Covid-19 | Tournoi annulé en raison de la pandémie de Covid-19 | Tournoi annulé en raison de la pandémie de Covid-19 | Tournoi annulé en raison de la pandémie de Covid-19 | Tournoi annulé en raison de la pandémie de Covid-19 | Tournoi annulé en raison de la pandémie de Covid-19 | Tournoi annulé en raison de la pandémie de Covid-19 |
| 17 | 20-12-2021 | KEB Hana Bank Korea Open Séoul                      | WTA 125                                             | 115 000 $                                           | Dur (ext.)                                          | Choi Ji-hee Han Na-lae                              | V. Grammatikopoúlou Réka Luca Jani                  | 6-4, 6-4                                            | Tableau                                             |
| 18 | 19-09-2022 | Hana Bank Korea Open Séoul                          | WTA 250                                             | 251 750 $                                           | Dur (ext.)                                          | Kristina Mladenovic Yanina Wickmayer                | Asia Muhammad Sabrina Santamaria                    | 6-3, 6-2                                            | Tableau                                             |
| 19 | 09-10-2023 | Hana Bank Korea Open Séoul                          | WTA 250                                             | 259 303 $                                           | Dur (ext.)                                          | Marie Bouzková Bethanie Mattek-Sands                | Luksika Kumkhum Peangtarn Plipuech                  | 6-2, 6-1                                            | Tableau                                             |
| 20 | 16-09-2024 | Hana Bank Korea Open Séoul                          | WTA 500                                             | 922 573 $                                           | Dur (ext.)                                          | N. Melichar-Martinez Ludmilla Samsonova             | Zhang Shuai Miyu Kato                               | 6-1, 6-0                                            | Tableau                                             |